# 史記正義
《史記正義》是唐朝張守節的作品，共三十卷。

## 历史
張守節潜心研究《史记》，著有《史记正义》三十卷。钱大昕稱张守节的《正义》，成于开元二十四年，杀青斯竟。北宋元丰年间三家注始附于《史记》正文。與另外兩書《史記索隱》和《史记集解》，合称“《史记》三家注”。
《正义》单行本失传已久。《史記正義》中有《諡法解》。另外日本一詞也首見於《史記正義》。日本学者泷川资言自日本舊藏《史记》钞本辑佚文1300余条，成書《史记正义佚存》二卷。1995年日本汲古书院出版的日本学者水泽利忠主编《史记正义的研究》。

## 提要
四庫全書總目提要卷045：
唐張守節撰。守節始末未詳，據此書所題，則其官爲諸王侍讀、率府長史也。是書據自序三十卷，晁公武、陳振孫二家所録，則作二十卷。蓋其標字列注，亦必如索隱。後人散入句下，已非其舊。至明代監本，採附集解索隱之後，更多所删節，失其本旨。如守節所長，在於地理，故自序曰：「郡國城邑，委曲詳明。」而監本於周本紀「子帶立爲王」句，下脫「左傳周與鄭人蘇忿生十二邑，温其一也」十七字；秦本紀「反秦於淮南」句，下脫「楚淮北之地盡入於秦」九字；項羽本紀「項王自立爲西楚霸王」句，下脫「孟康：舊名江陵，爲南楚，吳爲東楚，彭城爲西楚」十九字；呂本紀「呂平爲扶柳侯」句，下脫「漢扶柳縣也，有澤」七字；孝景本紀「遂西圍梁」句，下脫「梁孝王都睢陽，今宋州」九字，「立楚元王子平陸侯」句，下脫「應劭云：平陸，西河縣」八字；孝武本紀「見五畤」句，下脫「或曰：在雍州雍縣南，孟康曰：畤者，神靈上帝也」十八字；晉世家「是爲晉侯」句，下脫「其城南半入州城中，削爲坊城，牆北半見在」十七字；趙世家「吾國東有河薄洛之水」句，下脫「案：安平縣屬定州也」八字；「餓死沙邱宮」句，下脫「括地志：趙武靈王墓在蔚州靈邱縣東三十里。應説是也」二十三字；韓世家「得封於韓原」句，下脫「古今地名云：韓武子食采於韓原故城也」十六字；淮陰侯列傳「家在伊盧」句，下脫「韋昭及括地志皆説之也」十字；貨殖列傳「殷人都河西」句，下脫「盤庚都殷墟，地屬河西也」十字，「周人都河南」句，下脫「周自平王以後都洛陽」九字；自序「戹困鄱」句，下脫「漢末，陳蕃子逸爲魯相，改音皮。田魯記曰：靈帝末，汝南陳子游爲魯相，陳蕃子也，國人爲諱而改焉」三十九字。又如秦本紀「樗里疾相韓」句下，此本作「福昌縣東十四里」，監本脫「十四里」三字；貨殖傳「夫燕亦勃碣之閒」句下，此本作「碣石、渤海在西北」，監本脫「北」字。又守節徵引故實，頗爲賅博，故自序曰：「古典幽微，竊探其美。」而監本夏本紀「皋陶作士」句，下脫「士若大理卿也」六字，「於是夔行樂」句，下脫「若今太常卿也」六字；周本紀「作臩命」句，下脫「應劭云：太僕，周穆王所置，蓋大御衆僕之長，中大夫也」二十一字，「以應爲太后養地」句，下脫「太后，秦昭之母宣太羋氏」十一字；秦始皇本紀「爲我遺鎬池君」句，下脫「張晏云：武王居鎬，鎬池君則武王也，伐商，故神始皇荒淫若紂矣，今武王可伐矣」三十二字；「叙論孝明皇帝」句，下脫「班固典引後漢明帝永平十七年，詔問班固：太史遷贊語中寧有非耶？班固上表陳秦過失及賈誼言奏之」四十二字；項羽本紀「會稽守」句，下脫「守，晉狩。景帝中二年七月，更郡守爲太守」十六字；孝景本紀「伐馳道樹殖蘭池」句，下脫「案：馳道，天子道，秦始皇作之，丈而樹」十四字；孝武本紀「是時上求神君」句，下脫「漢武帝故事：起柏梁，以處神君，長陵女子也。先是，嫁爲人妻，生一男，數歳死，女子悼痛之，歳中亦死而靈，宛若祠之，遂聞言，宛若爲主，民人多往請福，説家人小事有驗。平原君亦祠之，至後，子孫尊貴。及上即位，太后延於宮中祭之，聞其言，不見其人。至是，神君求出，爲營柏梁舍之。初，霍去病微時，自禱神君，及見其形，自修飾欲與去病交接，去病不肯，謂神君曰：吾以神君精潔，故齋戒祈福。今欲婬，此非也。自絶不復往。神君慙之，乃去也」一百七十字，「見安期生」句，下脫「列仙傳：安期生，瑯琊阜鄉亭人也，賣藥海邊。秦始皇請語三夜，賜金數千萬，出於阜鄉亭，皆置去，留書，以赤玉舃一量爲報，曰：後千歳求我於蓬萊山下」五十九字，「李少君病死」句，下脫「漢書起居注：李少君將去，武帝夢與共登嵩高山，半道，有使乘龍，時從雲中云：太一請少君，帝謂左右：將舍我去矣。數月而少君病死。又發棺看，惟衣冠在也」六十一字，「史寬舒受其方」句，下脫「姓史，名寬舒」五字；禮書「疏房牀笫」句，下脫「疏謂窗也」四字；律書「其於十二支爲丑」句，下脫「徐廣曰：此中闕，不説大呂及丑也。案：此下闕文。或一本云丑者，紐也。言陽氣在上未降，萬物厄紐未敢出也」四十一字；天官書「氐爲天根」句，下脫「星經云：氐四星，爲露寢聽朝所居，其占明大則臣下奉度。合誠圖云：氐爲宿宮也」三十一字，「其內五星五帝坐」句，下脫「羣下從謀也」五字；楚世家「伐申過鄧」句，下脫「服虔云：鄧，曼姓也」七字；趙世家「事有所止」句，下脫「爲人君止於仁，爲人臣止於敬，爲人子止於孝，爲人父止於慈，與國人交止於信」三十一字，「封廉頗爲信平君」句，下脫「言篤信而平和也」七字；韓世家「公何不爲韓求質於楚」句，下脫「質子蟣蝨」四字，又脫「公叔嬰知秦、楚不以蟣蝨爲事，必以韓合於秦，楚王聽入質子於韓」二十六字，又脫「次下云知秦、楚不以蟣蝨爲事，重明脫不字」十七字；田叔列傳「相常從入苑中」句，下脫「堵牆也」三字；田蚡列傳「其春，武安侯病」句，下脫「然夫子作春秋，依夏正」九字；衞將軍列傳「平陽人也」句，下脫「漢書：其父鄭季，河東平陽人，以縣吏給事平陽侯之家也」二十三字。至守節於六書、五音，至爲詳審。故書首有論字例、論音例二條。而監本於周本紀「懼太子釗之不任」句，下脫「釗，音招，又吉堯反。任，而針反」十一字；秦始皇本紀「彗星復見」句，下脫「復，扶富反。見，行見反」八字，「以發縣卒」句，下脫「子忽反，下同」五字，「佐弋竭」句，下脫「戈音翊」三字，「二十人皆梟首」句，下脫「梟，古堯反。懸首於木上曰䲷」十一字，「體解軻以徇」句，下脫「紅賣反」三字，「東收遼東而王之」句，下脫「王，于放反」四字，「故歸其質子」句，下脫「質音致」三字，「衣服旌旄節旗」句，下脫「旌，音精；旄，音毛；旗，音其」九字，「祇誦功德」句，下脫「袛，音脂」三字，「赭其山」句，下脫「赭，音者」三字，「僕射周青臣」句，下脫「音夜」二字，「上樂以刑殺爲威」句，下脫「五孝反」三字，「二世紀以安邊竟」句，下脫「音境」二字，敍論「爲君討賊」句，下脫「于僞反」三字；項羽本紀「將秦軍爲前行」句，下脫「胡郞反」三字；高祖本紀「時時冠之」正義「音館」句，下脫「下同」二字；孝景紀「天下又安」句，下脫「乂，音魚廢反」五字，「龍𩓿拔墮」句，下脫「徒果反」三字，「攀龍胡髯號」句，下脫「戸高反，下同」五字，「爲且用事泰山」句，下脫「爲，于僞反。將爲封禪也」九字；鄭世家「段出奔鄢」句，下脫「音偃」二字；田叔列傳「喜遊諸公」句，下脫「喜，許記反。諸公，謂丈人行也」十一字。其他一兩字之出入，殆千有餘條，尤不可毛擧。苟非震澤王氏刊本具存，無由知監本之妄删也。